# 風呂
風呂（ふろ、アイヌ語: Tonpuri、英語: Bath）とは、身体の洗浄や温浴・入浴するための設備。浴室・浴場ともいう。

## 歴史
元々は衛生上の必要性や、宗教的観念から古くから水のある場所で水浴を行ってきたが、寒冷を払拭するための温泉利用に始まり、一層の新陳代謝や老廃物の排出、除去をするため、温かい水や蒸気を利用して温泉のない場所でも温浴が行われるようになった。
5000年前のインダス文明のモヘンジョ＝ダロや都市の中心に大規模な公衆浴場が完備していた。
風呂の起源として現在確認されるものでは紀元前4000年のころメソポタミアで、払い清めの沐浴のための浴室が作られ、紀元前2000年頃には薪を使用した温水の浴室が神殿に作られていた。同時にギリシア文明では、現在のオリンピック精神の元となった「健全な精神は健全な肉体に宿られかし」との考えから、スポーツ施設に付帯して沐浴のための大規模な公衆浴場としての水風呂が作られていた。紀元前100年のローマ帝国の時代になると、古代ローマの公衆浴場として知られる豪華な公衆浴場と、湯を沸かす際の熱を利用したハイポコーストという床暖房設備が発達し、地中海世界では現在の日本でも見られるような、社交場としての男女混浴の公衆浴場が楽しまれていた。ハドリアヌス帝の頃に男女別浴になった。

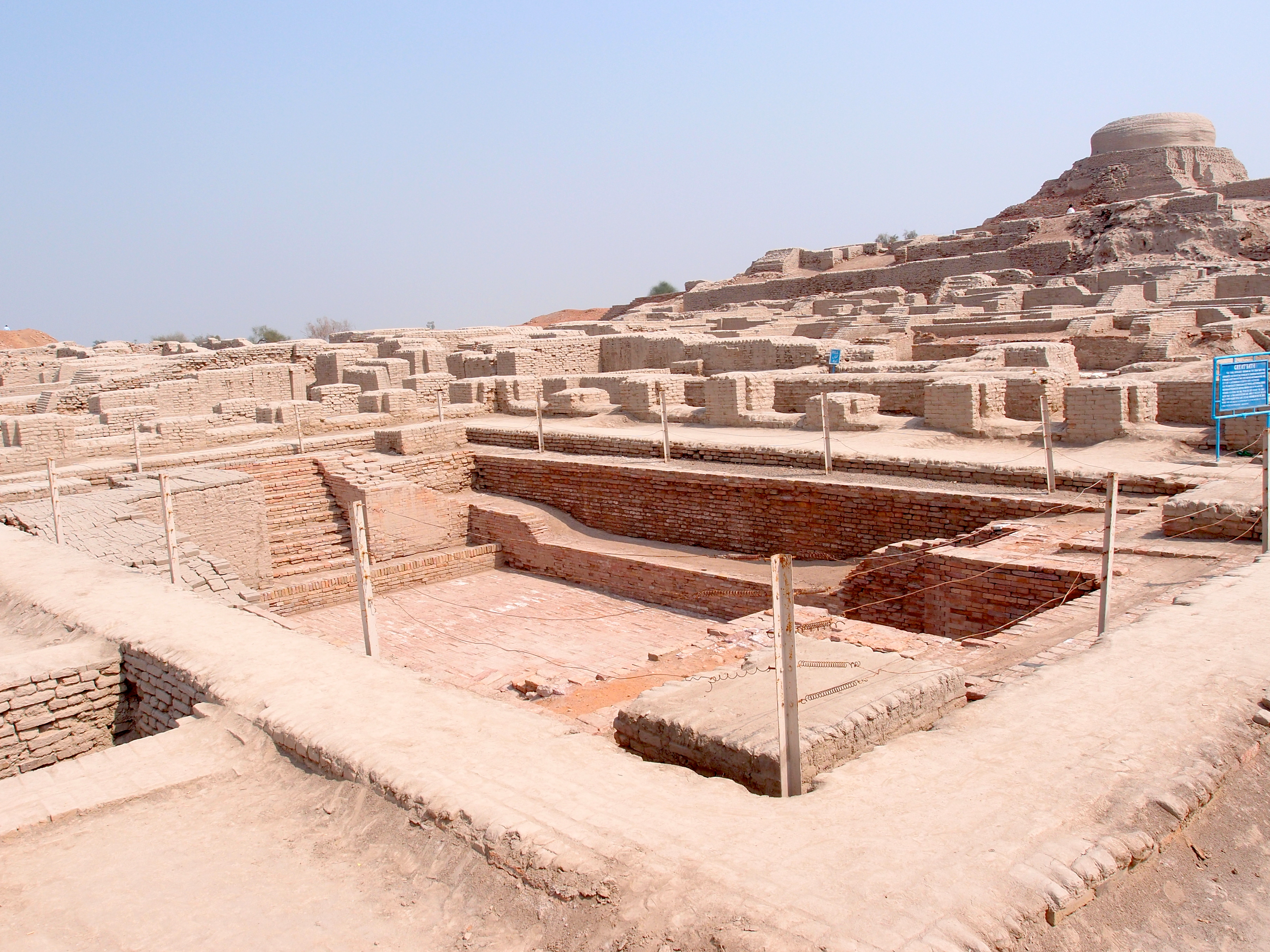
モヘンジョダロの大浴場

しかし、キリスト教の浸透にともない裸で同一の場所に集うことが忌避され、廃れていった。ローマ帝国の領土を受け継いだヨーロッパの地では、13世紀頃までは、辺境の地であっても入浴習慣が普及していたが、教会に行くための清めとして、大きめの木桶に温水を入れて身を簡単にすすぐ行水の様なものだった。都心においては公衆浴場があり、住民は週に1・2度程度、温水浴や蒸し風呂を楽しんだといわれる。しかし、男女混浴であったため、みだらな行為や売春につながり、それにキリスト教の観念が加わり廃れていった。それに拍車をかけるように、14世紀にはペストの流行により、公衆浴場はもちろんのこと入浴自体も「ペスト菌を積極的に体に取り込んでしまう」といった間違った解釈がなされ、風呂といった習慣自体が忌避され、地中海やヨーロッパから風呂文化が縮小していった。
一方、かつてのローマ帝国領の東部に当たる中近東では入浴文化が受け継がれ、ハンマームと呼ばれる公衆浴場が住民の社交場としての役割を担っていた。
紀元前2600年頃のインダス文明のモヘンジョダロや、ハラッパー等の都市には大規模な公衆浴場が完備していた。
古代インド十六大国のマガダ国の首都王舎城（現・ビハール州ラージギル）にあった仏教最初の寺院である竹林精舎の近くに、温泉がある仏教僧院 (Tapodarama) があった。湯治を目的としていたと思われる。現在、跡地にはヒンドゥー寺院が建てられているが、温泉は今も健在である。
ヨーロッパでは医学の進歩に伴い、18世紀には「入浴が積極的に病原菌を体に取り込む」といった解釈が否定され、むしろ健康の上で好ましいと見なされるようになった。それに伴い疎遠であった入浴の習慣が積極的に行われるようになったが、温水に浸かる風呂ではなくシャワーとして温水を浴びる習慣が普及していった。現在の欧米でも浴槽のない風呂場もあり、温水の風呂に浸かるのは月に1・2度程度が一般的となっている。

### 日本の風呂

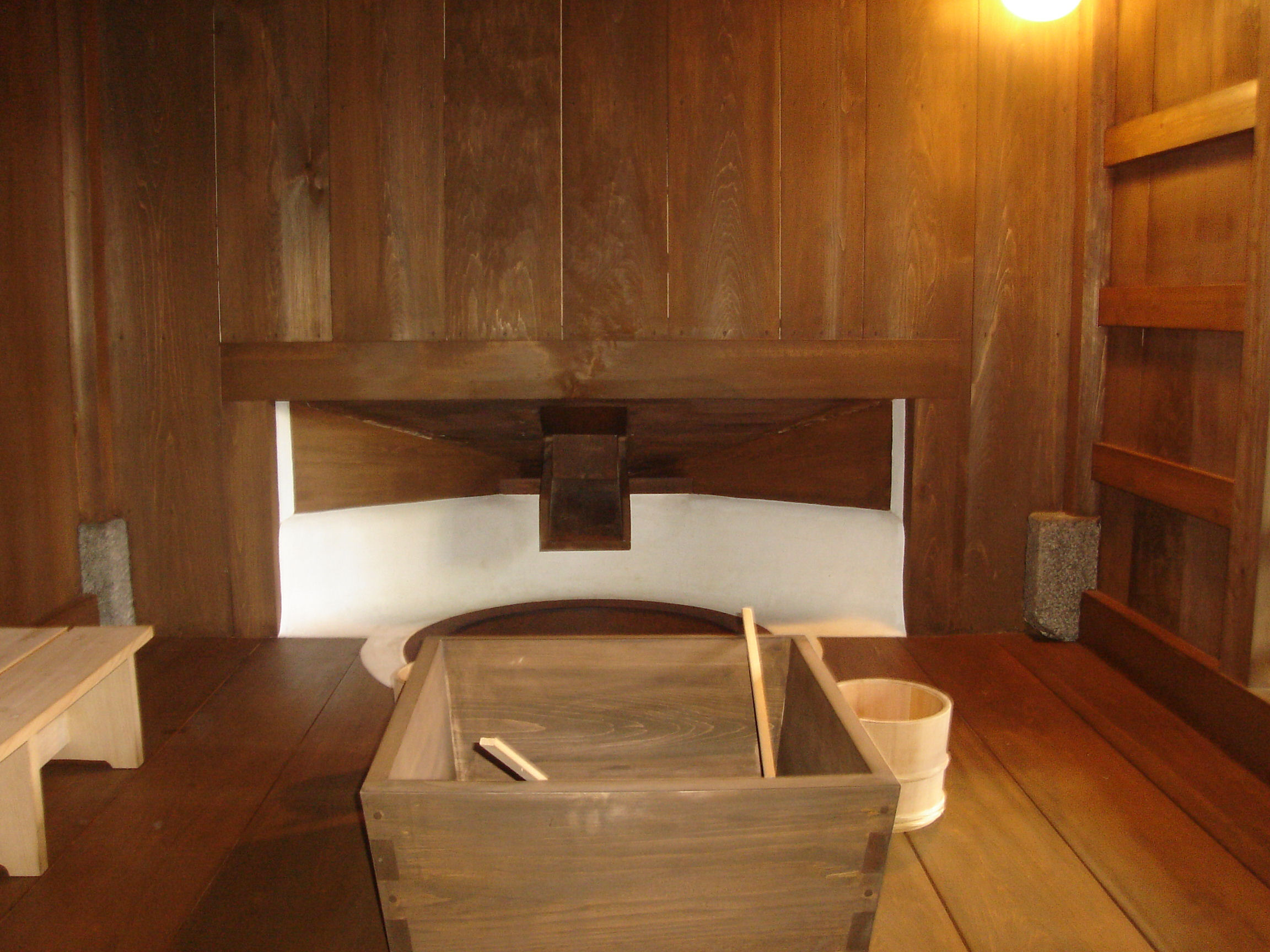
相国寺の浴室『宣明』（応永7年 (1400年) 頃の創建。現在のものは慶長4年 (1596年) の再建）

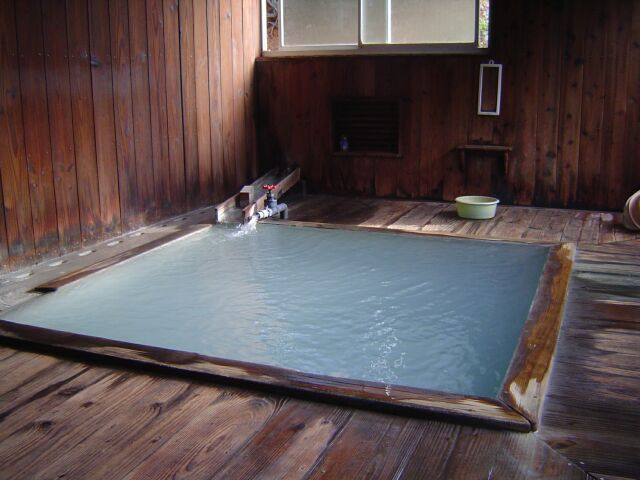
温泉を利用した風呂の例
大深温泉

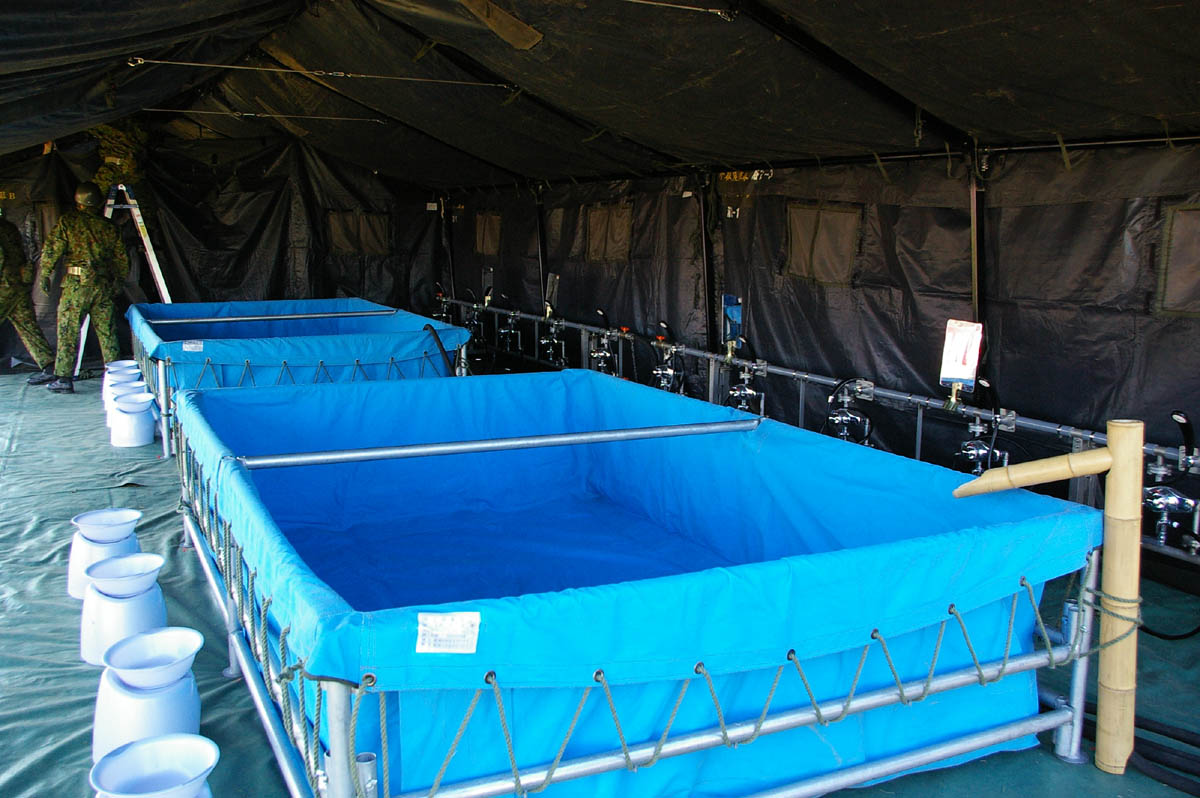
野外入浴セット2型（陸上自衛隊）

もともと日本では神道の風習で、川や滝で行われた沐浴の一種と思われる禊（みそぎ）の慣習が古くより行われていたと考えられている。
仏教が伝来した時、建立された寺院には湯堂、浴堂とよばれる沐浴のための施設が作られた。もともとは僧尼のための施設であったが、仏教においては病を退けて福を招来するものとして入浴が奨励され、『仏説温室洗浴衆僧経』と呼ばれる経典も存在し、施浴によって一般民衆への開放も進んだといわれている。特に光明皇后が建設を指示し、貧困層への入浴治療を目的としていたといわれる法華寺の浴堂は有名である。当時の入浴は湯につかるわけではなく、薬草などを入れた湯を沸かしその蒸気を浴堂内に取り込んだ蒸し風呂形式であった。風呂は元来、蒸し風呂を指す言葉と考えられており、現在の浴槽に身体を浸からせるような構造物は、湯屋・湯殿などといって区別されていた。
平安時代になると寺院にあった蒸し風呂様式の浴堂の施設を上級の公家の屋敷内に取り込む様式が現れる。『枕草子』などにも、蒸し風呂の様子が記述されている。次第に宗教的意味が薄れ、衛生面や遊興面での色彩が強くなったと考えられている。
鎌倉時代には東大寺復興に尽力した重源による施浴にて鉄湯船が見られる。これは南都焼討で焼失した東大寺伽藍の再建のため巨木の用材を求めた重源が1186年頃に周防国に至り、木材伐り出しに従事する人夫の為に行われた湯施行である。重源が開山した阿弥陀寺の旧鉄湯舟残欠は渡宋経験のある重源が南宋で知り得たものを国内で再現したもので、
キッチン・バス工業会ではこれを長州風呂の元祖と紹介している。現存する鉄湯船は1197年に大仏鋳造に従事していた河内鋳物師の草部是助らにより東大寺に奉納された物、1290年に同じく河内鋳物師の山河貞清による物が成相寺と智恩寺にみられる。
浴槽にお湯を張り、そこに体を浸けるというスタイルがいつ頃発生したかは不明である。古くから桶に水を入れて体を洗う行水というスタイルと、蒸し風呂が融合してできたと考えられている。この入浴方法が一般化したのは江戸時代に入ってからと考えられている。戸棚風呂と呼ばれる下半身のみを浴槽に浸からせる風呂が登場。慶長年間の終わり頃に、すえ風呂、または水（すい）風呂と呼ばれる全身を浴槽に浸からせる風呂が登場した。入浴の始めは風呂に入る前に「かけ湯」をして、湯船に入った後に全身を洗い、風呂から上がる時にお湯を浴びて「あがり湯」で体を清める様式が広く習慣化されている。

## 語源
日本語の風呂の語源は、2説ある。
- もともと「窟」（いわや）や「岩室」（いわむろ）の意味を持つ室（むろ）が転じたという説
- 抹茶を点てる際に使う釜の「風炉」から来たという説

英語の"bath"は、イギリスにある温泉場の街の名前、バース（Bath）が語源という俗説があるが、日本の「温泉町」という地名と同様、温泉があるから"Bath"と呼ばれるようになったのである。英語"bath"にあたる「温浴」もしくは「温めること」を意味する名詞はゲルマン古語に既にあり、さらに遡れば遠く印欧祖語に由来すると考えられる。

## 種類

### 蒸し風呂

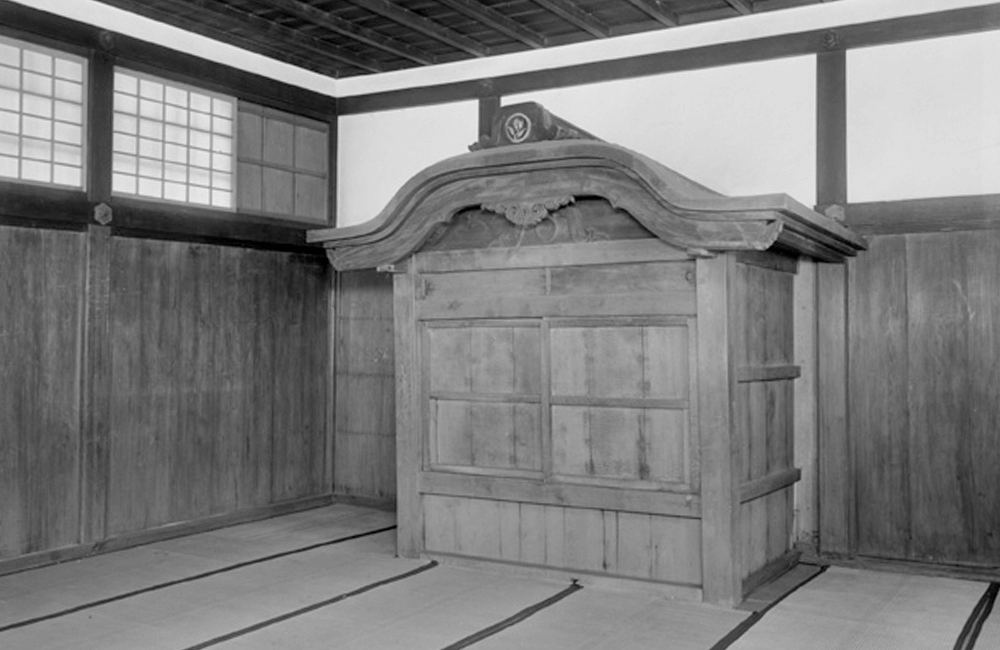
名古屋城本丸御殿の風呂屋形、裏側にある竈から蒸気を供給する蒸し風呂

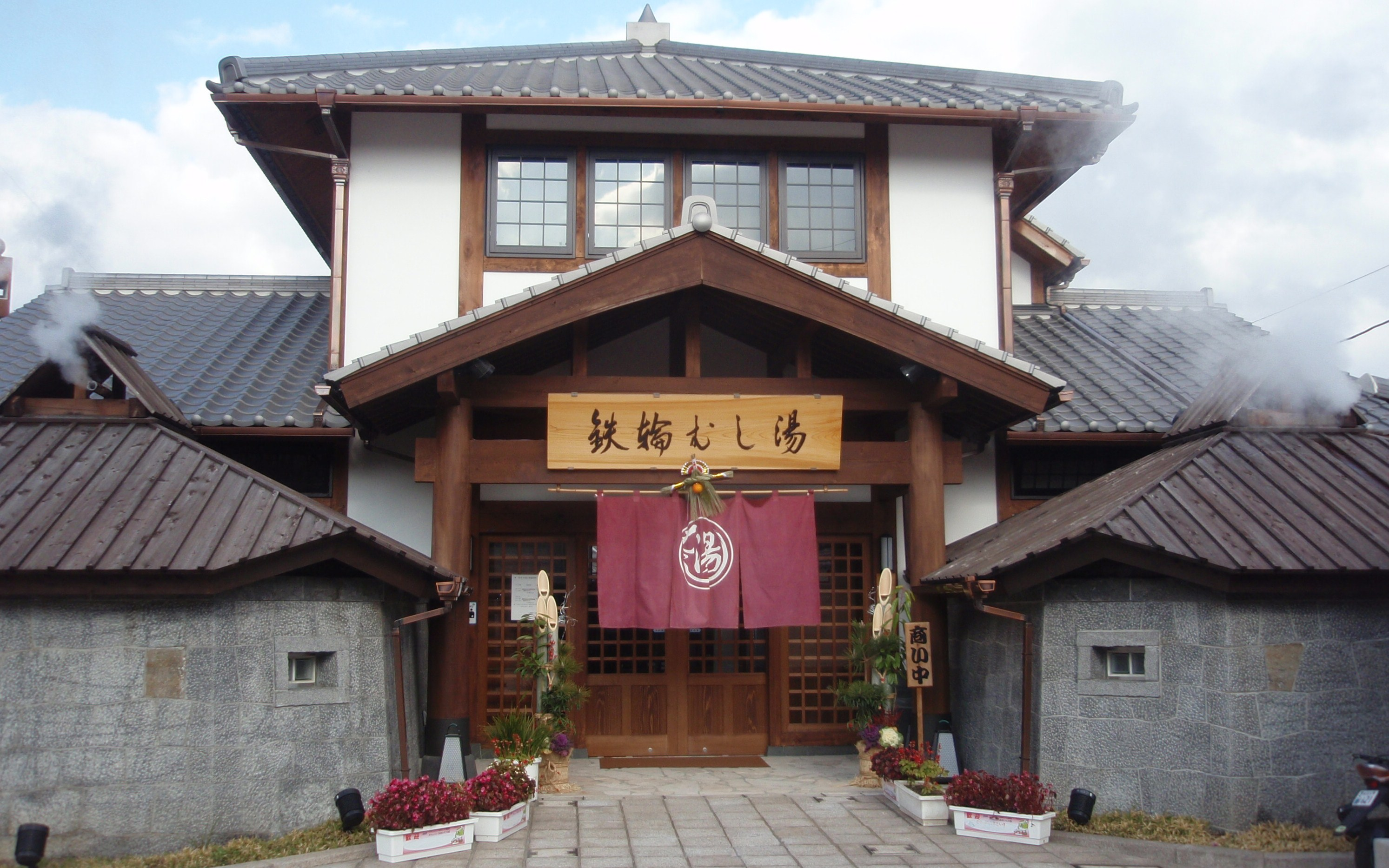
一遍上人の開いた蒸し湯跡の前に建つ現在の鉄輪むし湯

蒸し風呂（むしぶろ）は、蒸気により体を蒸らす風呂である。前述のように、日本では元来風呂という場合はこれを指していた。蒸気が豊富な温泉でもよく見られ、大分県別府市の鉄輪温泉にある鉄輪むし湯は一遍上人が施浴のために開いたものとされる。温泉で熱せられた床の上には石菖という薬草を敷きつめ高温で蒸す状態にして、テルペン（鎮痛効果がある）を成分とする芳香を放出させて、皮膚や呼吸器から体内に吸収するようにして利用する。箱型の1人用蒸し風呂は、特に箱蒸し風呂と呼ばれる。蒸気を使わない乾式のものも含めてサウナ風呂とも呼ばれるが、狭義のサウナ (英: sauna bath) はフィンランド式の乾式のもののみを指す。
また人が入るためのものではないが、漆器に塗った漆を乾燥させる室（むろ）である漆風呂も蒸し風呂の一種である。

### 岩風呂
岩風呂（いわぶろ）、もしくは石風呂（いしぶろ）は、主に日本の瀬戸内海など海岸地帯にあった蒸し風呂である。天然の石窟などの密閉された岩穴の中で火を焚いて熱し、水気を与えることで蒸気浴や熱気浴をする。
入浴時は裸にはならず、着衣のまま茣蓙に座るか寝そべる。
伝統的な石風呂は高度経済成長期に入ると順次姿を消し、一部地域で残存したものについては有形民俗文化財に指定された。
海辺の風呂と山間地の風呂では蒸気を起こす方法に違いがある。海辺の風呂では適当な温度になったところで灰の上に海藻や海水で濡らした莚（むしろ）を引く。川沿いの風呂は真水で濡らした稲藁と菖蒲を敷いて蒸気を起こした。

### 釜風呂
釜風呂（かまぶろ）は、主に日本列島の内陸部で広まった蒸し風呂である。特に京都の八瀬の竈風呂が代表的。岩で直径2m程度のドーム型に組んだ下側に小さな入口がある構成。最初にドーム内で火を焚き熱する。加熱後に換気を行い、塩水で濡らした莚を引いて、その上に人が横たわる形で入浴をした。

### 五右衛門風呂
五右衛門風呂（ごえもんぶろ）は、日本の風呂の種類の1つ。安土桃山時代の盗賊石川五右衛門が京都の三条河原で釜茹での刑に処せられたことが、名称の由来である。
『東海道中膝栗毛』には小田原の宿屋で、弥次さん喜多さんが五右衛門風呂に入る話がある。そこでは当時の五右衛門風呂の構造について「土釜のうえに直接風呂の桶を据え、底板は上に浮いている。入浴時は底板を足で底に沈めて入る。薪が少なくて済み、経済的である」と説明し、上方の形式であったとしている。弥次喜多はこの風呂の入り方を知らず、底板をとりのけて入ろうとしたため釜底に触れて足を火傷し、悩んだ末に便所下駄をはいて風呂に入る。喜多さんは下駄で踏みつけたあげく、釜を壊して大恥をかく。
江戸時代の『守貞漫稿』の居風呂の条に、「京坂専用は桶に底を付せず代㆑之に平釜を用ひ土竈の上に置㆑之で薪及び古材古器機朽木之類焚㆑之故に湯屋に不㆑与㆑之也此風呂を五右衛門風呂と号ることは昔の五右衛門なる者油煮の刑俗の釜煮と云ふに行るると云伝へ理相似たるを以て也」という。
2014年11月現在、五右衛門風呂は唯一の生産メーカーである広島県の大和重工で鋳鉄製のものが生産されている。厳密には、全部が鉄でできているものは「長州風呂」と呼び、五右衛門風呂は縁が木桶で底のみ鉄のものを指す。厚い鋳鉄製のため、比較的高い保温力が期待できる。
かつての日本の風呂場
日本式風呂桶（五右衛門風呂、長州風呂）と洗い場。洗い場に置かれているのは、脚つきのたらいと脚つきの洗面桶。洗い場からは一段上がった風呂桶にまたいで入る。風呂桶の縁は、桶からあふれた湯が洗い場側に流れ落ちるように、一段下がったしつらえになっている。画面右側の壁には、上段に薪をくべる穴と下段に薪が燃えた後の灰を掻き出す穴が穿たれている。この例では火勢が落ちないよう、レンガを穴に挿し込んで蓋をする構造になっている。水道がない時代は外部から湯桶に水をくみ入れたり、入浴後の風呂桶の残り湯を外へ運び出したり、外部で汚れた足を洗い流せるよう、洗い場から一段下がった部分は土間のたたきになっている。

#### ドラム缶風呂
ドラム缶風呂（ドラムかんぶろ）は、日本の風呂の種類の1つで、空いたドラム缶を廃品利用して風呂として使用したものであり、五右衛門風呂の亜種である。石を積んで作った釜の上に置いたドラム缶に水を満たし、底部を釜の火で熱してお湯にする。入浴は五右衛門風呂と同様に、木の蓋を踏んで入るか、あるいは下駄を履いて入るかである。第二次世界大戦中には燃料の空き缶など素材が調達しやすいことから戦地でよく作られ、戦後も簡易な風呂として内風呂のない家庭も多かった昭和40年代（≒1965年 - 1975年）頃までは一般家庭でもしばしば行われていた。現在でも、ボーイスカウトや子供会などの行事、あるいは宿泊施設の娯楽として野外でドラム缶風呂に入浴できるようなドラム缶加工品（底部に水抜き用水栓が付いている）が市販されている。

### 木桶風呂（鉄砲風呂）

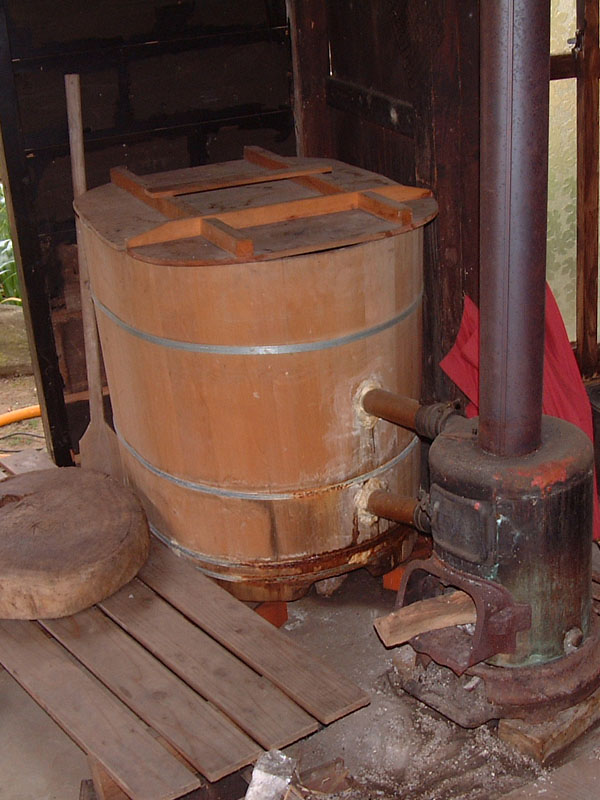
木桶風呂（2003年撮影）

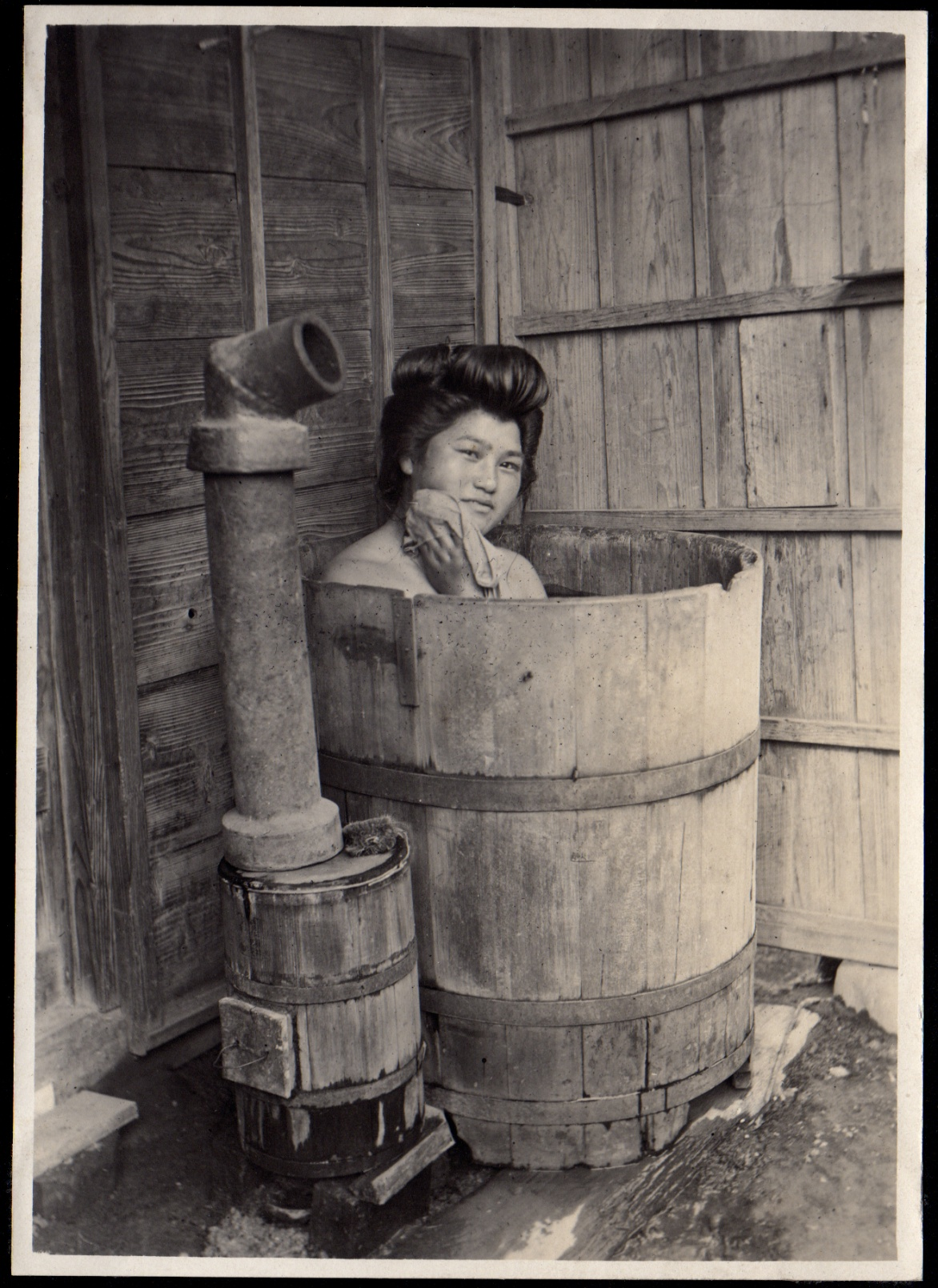
木桶風呂に浸かる様子（1911年）

日本の風呂の1つで、ヒノキを用いた大型の小判型木桶に、火を焚くため鋳物製の釜と煙突が付属する形状をしている。煙突のついた釜の形状が鉄砲に似ているため、「鉄砲風呂」と呼ばれることもある。江戸時代から存在したと言われている。右の写真のものは二重構造の釜に浴槽内の水を対流循環させる、現在の追い焚き型の風呂沸かし器と同様の構造の比較的新しい型である。原型は浴槽内に沈めた金属筒に火のついた薪や炭を入れて湯を加温するものであった。湯船と一体構造とした釜と煙突により直接加温する型も存在した。過渡期には、木桶の鉄砲風呂の熱源をガスバーナーに置き換えたり、逆に写真の物のような薪焚きの釜にFRP製の浴槽を組み合わせた例など、近代日本の家庭の風呂の発達史を見ることができる。現在では五右衛門風呂と同じく見られる機会は少ない。

### ガス風呂

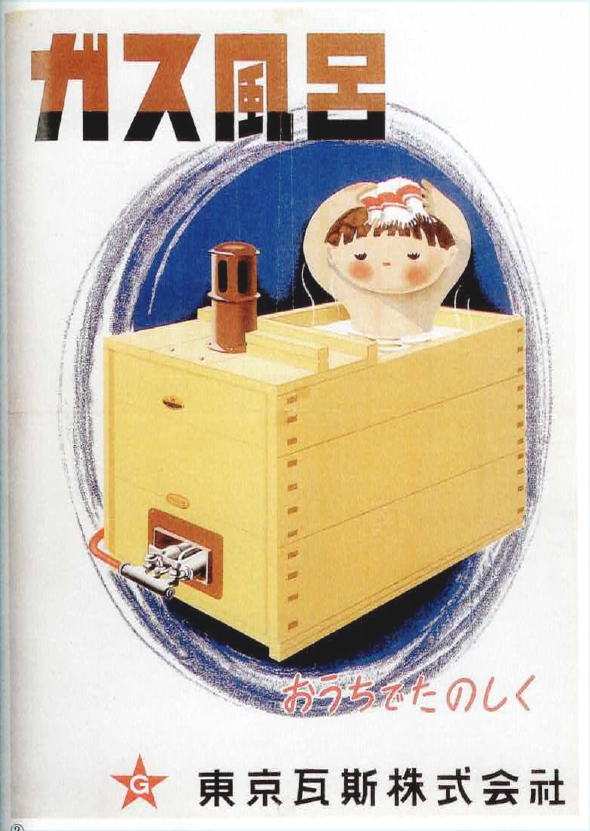
東京瓦斯『ガス風呂』の広告（1955年）
当時、ガス風呂の排気筒は画像の通り屋外に接続されておらず、浴室内に放出していた

明治時代から1950年代まで使われ、初期の団地にも使われた。構造は鉄砲風呂にガスバーナーを取り付けただけのものであった。高価なために普及しなかった。 主に浴室内吸排気タイプがほとんどで、中毒事故が多発した。

### FRP風呂
1958年、伊奈製陶（現LIXIL）がFRPと循環釜を組み合わせた「ポリバス」を発売。浴槽は、高温にも耐えられ、保温性も良く木桶風呂に代わるものとなった。以降、他社の参入やバランス釜の組み合わせにより、全国の団地や家庭に普及した。

### ユニットバス

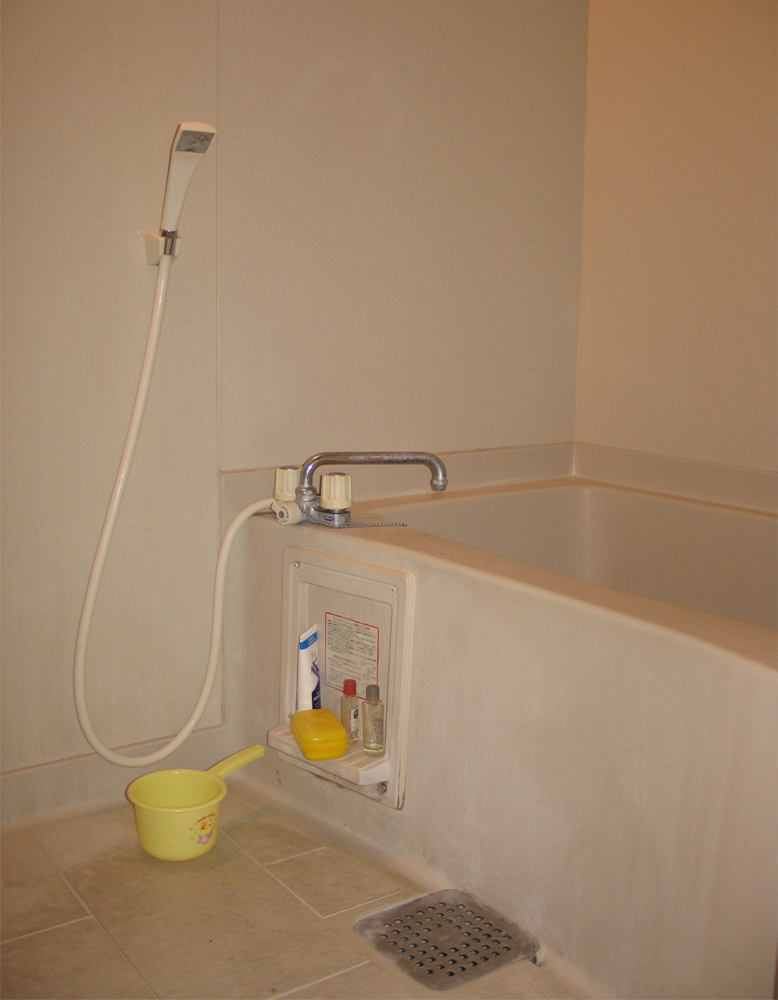
ユニットバス

壁・天井・浴槽・床を工場で成型しておき、現場に搬入して組み立てる風呂。洗面台やトイレと一体型となっているものもあるが、排泄に用いるトイレを風呂と一体化することを不衛生と見なす価値観が日本では主流である。そのため、西洋式のホテル以外では、低所得者向け住宅などへの設置がある程度であり、日本で流通しているユニットバスはそのほとんどが風呂トイレ分離型である。第二次世界大戦前のアメリカでは特許が取られたが、普及しなかった。日本では1960年代半ばにホテルを皮切りとして1970年代半ばより、集合住宅向けに大量かつ容易に組み立てられる浴室として普及した。最初に大量納入されたのは、1964年の東京オリンピックに向けて突貫工事が行われていた、東京のホテルニューオータニからの発注で作られた東洋陶器（現・TOTO）の製品である。初期の製品は繊維強化プラスチック (FRP) 製の浴槽が主流であったが、素材の開発が進んだ1980年代以降ではポリエステル樹脂やアクリル樹脂を用いた人工大理石浴槽や、保温性の高いステンレス浴槽を用いたものも出現した。

### 噴流式泡風呂

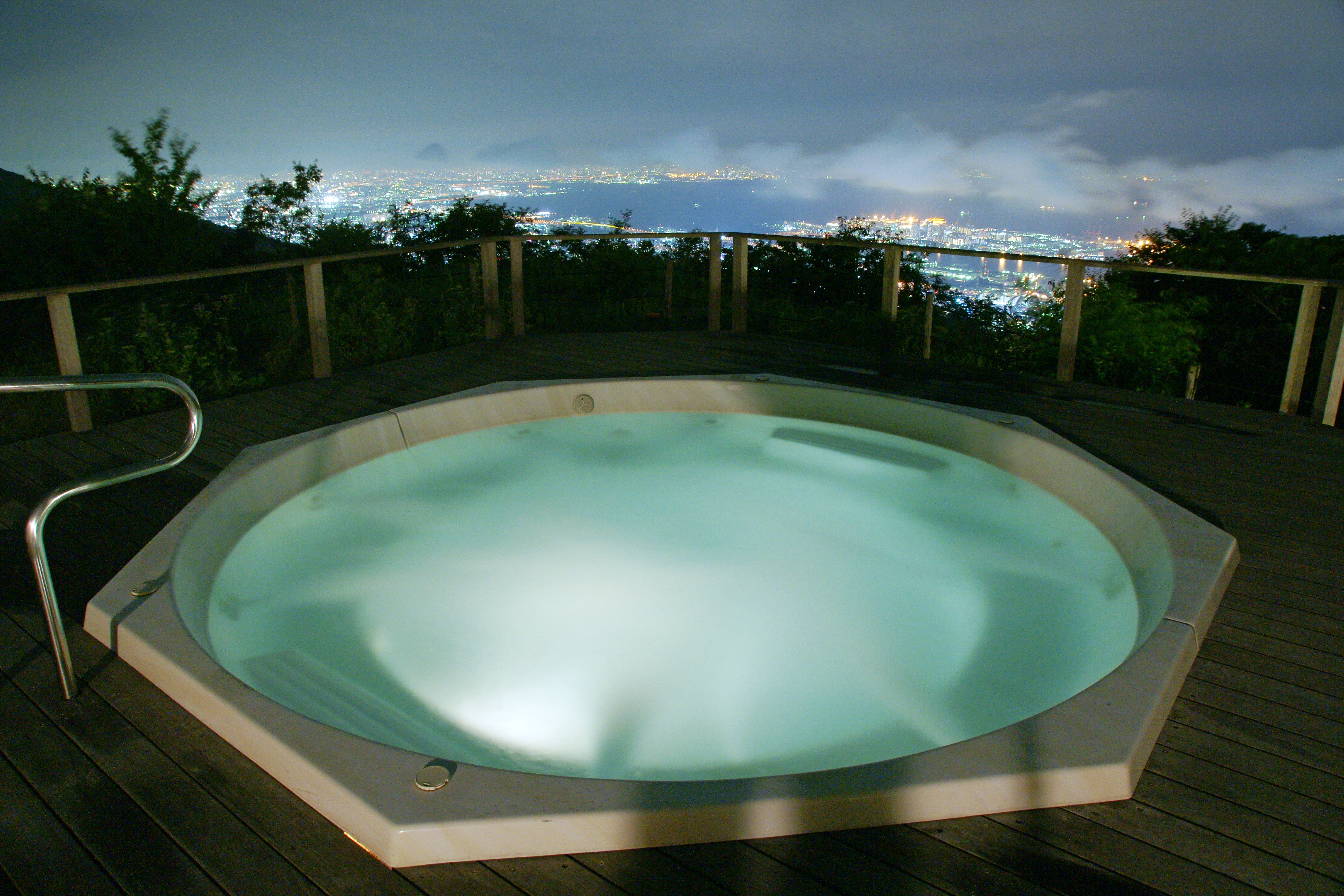
ジャクージの一例

浴槽内に勢いのある泡を出す風呂を「噴流式泡風呂」と言うが、一般には「ジェットバス」「ジャクージ」「ジャクジー」「ジャグジー（日本語の「蛇口」由来の誤読）」などと呼ばれる。浴槽内を照らす照明を備えるものもある。
「噴流式泡風呂」は、イタリア系アメリカ人のJacuzzi（イタリア語発音: [jaˈkuttsi] ヤクッツィ、英語発音: [ʤəˈkuːzi] ジャクーズィ）兄弟が起こした会社ジャクージ社の3代目Roy Jacuzziが1968年に開発したWhirlpool tub（渦流浴桶）が初めてとされる。その後、各国でJacuzziが「噴流式泡風呂」全般を指す一般名詞となっていった。

#### 当該風呂の問題点
ノーリツ、松下電工（現・パナソニック）、東陶機器（現・TOTO）、日立化成工業（現・ハウステック）、INAX（現・LIXIL）が製造・販売したジェット噴流装置を備えた浴槽で、入浴中に何らかのトラブル（事故）が発生した例が報告された。なかでも、INAXやノーリツが製造・販売したジェット噴流装置を備えた浴槽に至っては、前者が1992年に、後者が2000年に、それぞれ死亡事故を発生させてしまったという事例もある。

### 水風呂
その名の通り、お湯の代わりに水を張った風呂である。夏場、暑いときに入ることが多い。また、サウナに入った後に汗を引かせるために入ることもある。

## 住宅の浴室
住宅用浴槽は、洋式・和式・和洋折衷式の3種類に分類される。洋式は長さ1400 mm - 1600 mmで長く、深さ400 mm - 450 mmで浅い。和式は長さ800 mm - 1200 mmで短く、深さは450 mm - 650 mmと深い。これは入浴方法の違いによるもので、体を伸ばして洗う洋式と、肩まで湯につかる和式の違いの表れである。単純に浴槽を大きくすれば両用に耐えるが、必要な湯量が増えるため、中間的な大きさである和洋折衷式がよく使われる。
浴槽が深い場合、入る際に足を高く上げなければならず危険である。浴槽の設置方法には埋め込み式・半埋め込み式・据え置き式がある。浴槽の設置方法もまたぐ高さを抑える半埋め込み式が最も安全である。
住宅の浴室は、床下からの害虫の侵入や湿気によるカビの繁殖を防ぐため、通常は床下空間が設けられるが、タイルを貼るような浴室は浴槽の埋め込みや耐水性のある床仕上げを行うため、直接地面に接して作られる。冬でも高温多湿の状態が維持される浴室回りは、カビや害虫（例えばシロアリ）の温床になりやすい。これらの害を食い止めるためには、日頃から点検を行うことや点検が可能な作りにしておくことが重要である。ユニットバスの場合、通常は地面から離れた状態で設置されるため、直接地面と接していないが、やはり高温多湿の状態が起こるため、同様の注意は必須である。
入浴後は換気扇を回しておくのが望ましい。
都市部では狭小地を有効利用するため、上階に浴室を設置することがある。木造住宅の場合、木材の伸縮によって防水層が破断することが十分考えられ、漏水には十分注意が必要である。
浴室関係では、へちま・バスチェア、湯・桶（ゆおけ）・足ふきマット・お風呂ブーツ・石けん類・シャンプー類・それらを置く台など、数多くの品目が使用される。
浴室は洗濯物を干す場所としても使われる。浴室乾燥機を設置・運転することで浴室内の空気を乾燥させ、悪天候や花粉の付着といった心配をすることなく洗濯物を乾かすことができる。熱源は電気もしくはガスが用いられ、性能やイニシャルコスト（初期費用）・ランニングコストといった面で一長一短である。

## 列車における風呂
列車で風呂設備が設けられているケースは少なく、『TRAIN SUITE 四季島』『TWILIGHT EXPRESS 瑞風』といった豪華な寝台列車に見られる程度である。過去に運行されていた列車では『夢空間』にも存在した。ちなみにシャワーや足湯といったレベルでは『サンライズ瀬戸』『サンライズ出雲』『とれいゆ つばさ（現在運行終了）』や、近畿日本鉄道の観光列車『つどい』などの例がある。